# Semiothisa enotata
Semiothisa enotata är en fjärilsart som beskrevs av Achille Guenée 1858. Semiothisa enotata ingår i släktet Semiothisa och familjen mätare. Inga underarter finns listade i Catalogue of Life.